# Armorial des localités de Hongrie/D
Cette page donne les armoiries des localités de Hongrie, commençant par la lettre D.

## Da-Dá

Dabas
Dabronc
Dad
Dág
Dáka
Dalmand
Damak
Dánszentmiklós
Dány
Daraboshegy
Darány
Darnó
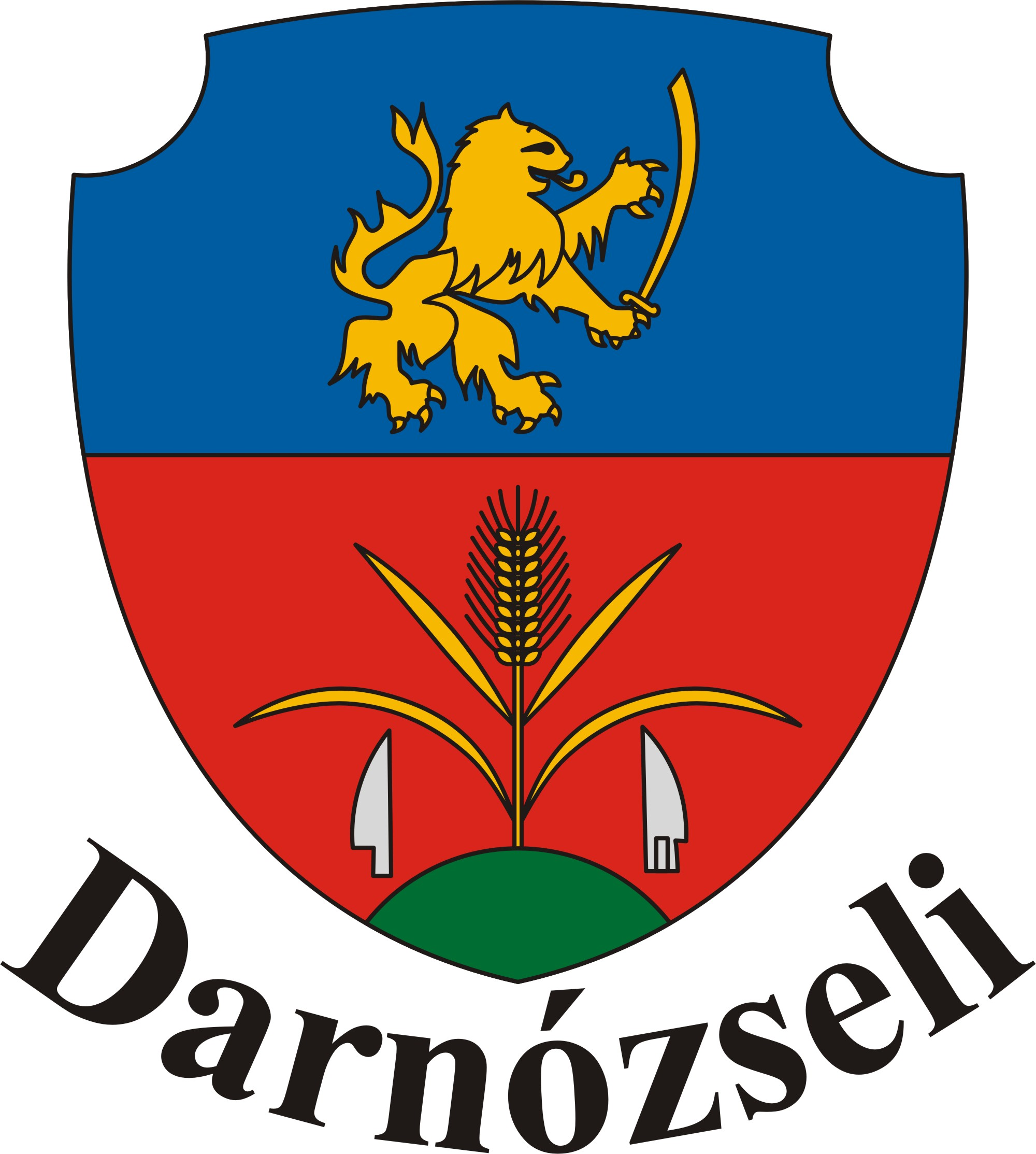
Darnózseli
Daruszentmiklós
Darvas
Dávod

## De-Dé

Debercsény
Debrecen
Debréte
Decs
Dég
Dejtár
Délegyháza
Demecser
Demjén
Dénesfa
Derecske
Derekegyház
Deszk
Detek
Detk
Dévaványa
Devecser

## Di

Diósberény
Diósd
Diósjenő
Diósviszló

## Do-Dó-Dö

Doba
Döbörhegy
Doboz
Döbrököz
Dóc
Döge
Domaszék
Dombegyház
Dombiratos
Dombóvár
Dombrád
Dömös
Domoszló
Dömsöd
Dör
Dörgicse
Dormánd
Dorog
Dorogháza
Döröske
Dövény

## Dr

Drávacsepely
Drávafok
Drávagárdony
Drávakeresztúr
Drávaszerdahely
Drávatamási
Drégelypalánk

## Du-Dú

Dudar
Duka
Dunaalmás
Dunabogdány
Dunaegyháza
Dunaföldvár
Dunaharaszti
Dunakeszi
Dunakiliti
Dunapataj
Dunaszeg
Dunaszentbenedek
Dunaszentgyörgy
Dunaszentmiklós
Dunaszentpál
Dunasziget
Dunatetétlen
Dunaújváros
Dunavarsány
Dunavecse
Dusnok
Dúzs